# Caxias do Sul Basquete
O Caxias do Sul Basquete é uma equipe profissional brasileira de basquete sediada em Caxias do Sul, RS.

## História (equipe masculina)
O Caxias do Sul Basquete foi fundado em 2006. Logo no ano seguinte, a equipe foi vice-campeã estadual. Depois de outro vice no Campeonato Gaúcho em 2008, a equipe caxiense conseguiu um bicampeonato estadual (2009 e 2010). Entre 2014 e 2017 o Caxias enfileirou quatro estaduais e venceu a Copa Sul-Brasileira três vezes.
Em âmbito nacional, começou a ganhar destaque com a conquista do Campeonato Brasileiro da 2.ª Divisão: a Liga Ouro de 2015 (torneio de acesso ao NBB). No playoff final, venceu o Sport Recife por 3 a 2, garantindo vaga para disputar o primeiro Campeonato Brasileiro de sua história.
No NBB 2015-16, o Caxias do Sul Basquete se classificou para os playoffs oitavas de final logo em sua primeira temporada na competição. O adversário seria o multicampeão Lobos Brasília. Após fazer história e ganhar o primeiro jogo, o time caxiense perdeu os confrontos seguintes, sendo derrotado por 3 a 1 na série. Na edição seguinte, não conseguiu repetir a boa campanha do ano anterior e ficou em último lugar. O regulamento previa rebaixamento, mas com o fim do Lobos Brasília, o Caxias foi confirmado no NBB 2017-18.
No NBB 10, a equipe fez a melhor campanha de sua história no certame. Na fase de classificação ficou na quinta colocação. Nos playoffs oitavas de final, eliminou o Botafogo em três jogos. Nas quartas, enfrentou o forte time do Mogi das Cruzes. Apesar de muita luta, a vaga na semifinal ficou com a equipe paulista, que fechou a série em 3 a 1. A sexta posição na classificação final do NBB 17-18 poderia até render uma vaga na Liga Sul-Americana mediante convite, porém, devido a falta de recursos financeiros, o Caxias decidiu não participar do Novo Basquete Brasil 2018-19 e também não pôde jogar o torneio internacional.
Na temporada 2020-21, o projeto voltou a ter dias melhores. Além de conseguir condições para retornar ao Novo Basquete Brasil, o Caxias Basquete voltou a ganhar o Campeonato Gaúcho após três anos, sagrando-se heptacampeão da competição.

## Títulos (masculino)
| Nacionais         | Nacionais                           | Nacionais | Nacionais                                 |
|                   | Competição                          | Títulos   | Temporada                                 |
| ----------------- | ----------------------------------- | --------- | ----------------------------------------- |
| Brasil            | Campeonato Brasileiro - 2.ª Divisão | 1         | 2015                                      |
| Estaduais         |                                     |           |                                           |
|                   | Competição                          | Títulos   | Temporada                                 |
| Rio Grande do Sul | Campeonato Gaúcho                   | 7         | 2009, 2010, 2014, 2015, 2016, 2017 e 2020 |

### Outros torneios
- Copa Sul-Brasileira: 4 vezes (2013, 2014, 2016 e 2022).